# Olympische Sommerspiele 1904/Boxen – Schwergewicht
Die Boxkämpfe im Schwergewicht bei den Olympischen Sommerspielen 1904 in St. Louis fanden am 21. und 22. September im Francis Gymnasium statt. Es nahmen drei US-Amerikaner teil, dennoch galt diese Veranstaltung als olympisch: Sie war nicht als nationale Meisterschaften ausgeschrieben und Ausländer wären teilnahmeberechtigt gewesen.
Jeder Kampf war über drei Runden angesetzt; die beiden ersten waren drei Minuten lang, die dritte Runde dauerte vier Minuten. 

## Wettkampfverlauf
Samuel Berger konnte im Halbfinale William Michaels in Runde drei durch einen Knockout besiegen. Im Finale besiegte der zehn Kilogramm schwerere Berger dann Charles Mayer nach Punkten. Das Urteil zugunsten von Berger gegenüber Mayer traf bei den Zuschauern auf Unverständnis. Die lokale Presse bezeichnete die Leistung Bergers als eine der schlechtesten von einem Sieger im Amateurboxen.

## Ergebnisse
|  | Halbfinale 21. September 1904 | Halbfinale 21. September 1904 | Halbfinale 21. September 1904 |  |  | Finale 22. September 1904 | Finale 22. September 1904 | Finale 22. September 1904 |
|  |                               |                               |                               |  |  |                           |                           |                           |
|  | Vereinigte Staaten 45         | Samuel Berger                 | S                             |  |  |                           |                           |                           |
|  | Vereinigte Staaten 45         | William Michaels              | KO3                           |  |  | Vereinigte Staaten 45     | Samuel Berger             | S                         |
|  |                               |                               |                               |  |  | Vereinigte Staaten 45     | Charles Mayer             | N                         |